# Kim Seong-su
Kim Seong-su (koreansk: 김성수, hanja:金性洙, 11. oktober 1891 på Go-chang – 18. februar 1955) var en sydkoreansk politiker, pædagog, journalist og vicepræsident (1951 – 1952). Han brugte også pseudonymet Inchon(인촌, 仁村).  